# L'Île Verte
Pour les articles homonymes, voir Île Verte.
L'Île Verte, ancienne villa Barbier, est une propriété sise au 34, rue Eugène-Sinet à Châtenay-Malabry dans le Val d'Aulnay, à proximité de la Vallée-aux-Loups.
Ce fut, au XIXe siècle, la demeure de Jules Barbier, librettiste de Charles Gounod, puis au XXe siècle de l'écrivain Marcel Arland et du peintre Jean Fautrier. La propriété tire son nom d'une toile de ce dernier. 
La propriété, d’une superficie de 113 ares, est achetée en décembre 2003 par le conseil général des Hauts-de-Seine.

## Historique
En 1852, une propriété de 74 ares est acquise par Jules Barbier (1825-1901), librettiste de Charles Gounod, au lieu-dit la Côte rôtie, appellation liée à l'ensoleillement dont bénéficie ce coteau du val d'Aulnay.
Vers 1902, Mme Printemps possède « les autres lots du potager de Girardin qui avait mis en vente ces dits lots, mais aucun acte ne précise comment deux de ceux-ci ont été ajoutés à la propriété après 1907, représentant 2 431 mètres carrés ». La famille Barbier reste propriétaire de la maison jusqu’en 1954, date à laquelle le petit-fils de Jules Barbier, l'architecte Jacques Laffillée la vend à l'éditeur d'art André Draeger.
Marcel Arland, écrivain, académicien et codirecteur de la Nouvelle Revue française, y résida de 1933 à 1936.
À la fin de la Seconde Guerre mondiale, la villa Barbier, abandonnée, sert de  cache d’armes aux résistants. Jean Fautrier (1898-1964) loue la propriété à partir de 1945, une année après son refuge dans la clinique psychiatrique du docteur Henri Le Savoureux (1881-1961), installée dans la propriété voisine de la Vallée-aux-Loups — ancienne propriété de François-René de Chateaubriand — alors qu’il est recherché par la Gestapo pour fait de résistance. Il conçoit la série des Otages à son arrivée à Châtenay,. L’Île Verte est aussi le nom d’une œuvre exécutée chez lui par l’artiste en 1958. « Interpréter valablement la nature », écrit Fautrier en 1932. En échange d’un loyer modeste, il occupe la maison et le jardin pendant 19 ans. Fautrier meurt dans cette maison le 21 juillet 1964, jour où il devait épouser Jacqueline Cousin, la compagne qui partageait sa vie à la villa Barbier depuis deux ans. En hommage au peintre, le propriétaire rebaptisa la propriété l'Île Verte, en souvenir de l'œuvre inspirée par le lieu.

## Le parc de la Vallée-aux-Loups
Le jardin de L'Île Verte fait partie du parc de la Vallée-aux-Loups, un ensemble de parcs et jardins de 56 hectares appartenant en partie au conseil départemental des Hauts-de-Seine.